# Pietro Negroni
Pietro Negroni (Cosenza, 1505 – Napoli, 1567) è stato un pittore italiano.

## Biografia
Nacque nell'anno 1505, secondo alcune fonti a San Marco Argentano in provincia di Cosenza (ipotesi più accreditata), secondo altri a Borgo Partenope, sempre nel cosentino.
Recatosi a Napoli, entrò nella bottega del suo conterraneo Marco Cardisco e subì l'influenza di Polidoro da Caravaggio, che diffondeva in quegli anni nel sud dell'Italia il linguaggio e gli stilemi della Maniera. A lui probabilmente Giorgio Vasari si riferisce, nel raccontare la  Vita di Marco Calavrese Pittore:
A Napoli, lo "Zingarello", come era soprannominato per il suo aspetto fisico, fu incaricato di preparare le coreografie per l'arrivo in città dell'imperatore Carlo V, incarico che gli portò un certo prestigio. Molte sue opere sono sparse tra Campania, Sicilia e soprattutto Calabria, ad esempio in varie chiese di Cosenza, Castrovillari e Cassano all'Ionio, dove è conservata una splendida Annunciazione.
Notevoli gli olii su tavola, scomparti di un polittico ora smembrato, ospitati nel Convento della Riforma a San Marco Argentano: il San Paolo, effigiato con due piedi sinistri, il San Pietro e la Santissima Trinità.
Morì probabilmente nell'anno 1567.

## Galleria d'immagini

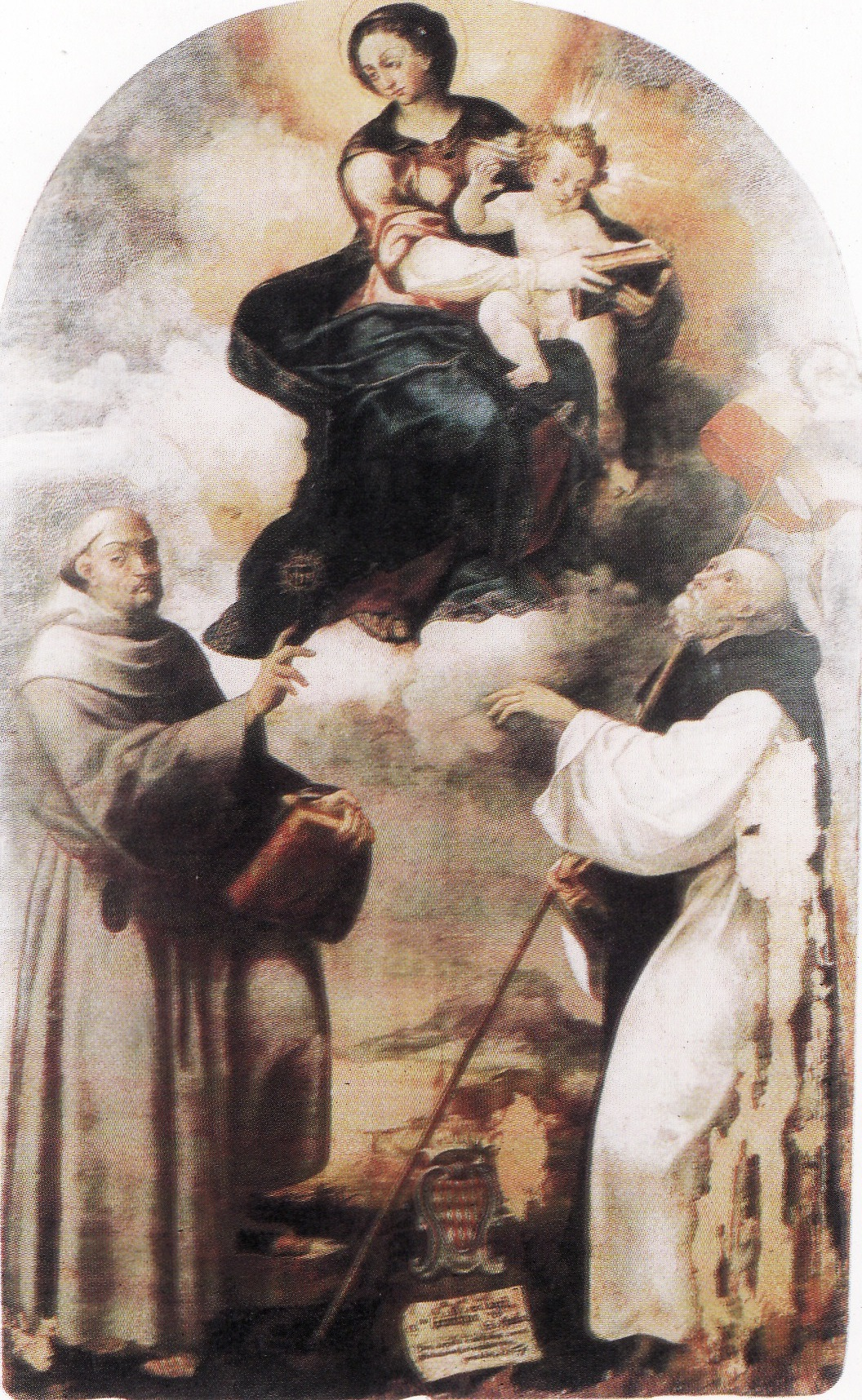
Madonna tra i santi Bernardino e Aniello
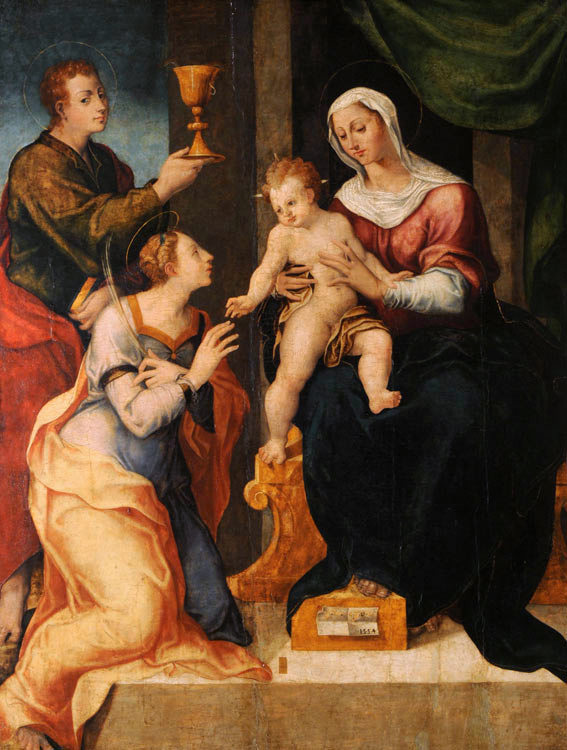
Matrimonio mistico di Santa Caterina
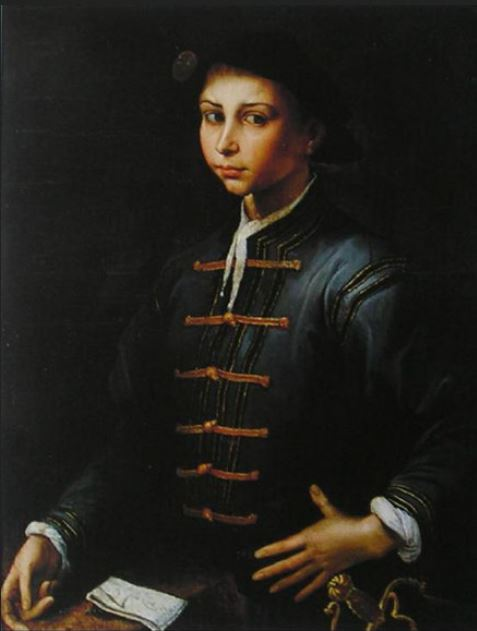
Ritratto di giovane